# Korczak (phim)
Korczak là một bộ phim quay trắng đen của Andrzej Wajda. Bộ phim này được công chiếu vào năm 1990, kể về cuộc đời của nhà nhân đạo người Ba Lan gốc Do Thái Janusz Korczak. Bộ phim đã được trình chiếu không tranh giải tại Liên hoan phim Cannes 1990. Phim được chọn là tác phẩm của Ba Lan cho hạng mục Phim nói tiếng nước ngoài hay nhất tại Giải Oscar lần thứ 63 nhưng cuối cùng phim không được chấp nhận là đề cử.

## Sự tiếp nhận
Marek Edelman, một người Ba Lan gốc Do Thái sống sót sau Cuộc nổi dậy của người Do Thái ở Warsaw, là một trong những đối tượng bị công kích mạnh mẽ nhất của thiên anh hùng ca này. Wajda xem ý tưởng cho thấy những đứa trẻ được dẫn vào phòng hơi ngạt Treblinka là sự bổ sung không cần thiết vào những khoảnh khắc làm chảy nước mắt của người xem. Annette Insdorf là một học giả điện ảnh và là người ủng hộ Wajda nhiệt tình. Trong bài bình luận của bà về việc hãng Criterion Collection phát hành DVD bộ ba phim chiến tranh của đạo diễn Wajda, bà viết rằng bà xem Korczak là một kiệt tác phim khác của Wajda bên cạnh bộ phim Ashes and Diamonds của ông. 

## Diễn viên
- Wojciech Pszoniak - Henryk Goldszmit vel Janusz Korczak
- Ewa Dałkowska - Stefania 'Stefa' Wilczynska
- Teresa Budzisz-Krzyżanowska - Maryna Falska
- Marzena Trybała - Estera
- Piotr Kozłowski - Heniek
- Zbigniew Zamachowski - Ichak Szulc
- Jan Peszek - Max Bauer
- Aleksander Bardini - Adam Czerniaków
- Maria Chwalibóg – vợ của Czerniaków
- Andrzej Kopiczyński - giám đốc Đài phát thanh Ba Lan
- Krystyna Zachwatowicz – mẹ của Szloma
- Jerzy Zass – người lính gác Đức trên cầu
- Wojciech Klata - Szloma
- Michał Staszczak - Józek
- Agnieszka Krukówna - Ewka (trong vai Agnieszka Kruk)
- Anna Mucha - Sabinka